# Big room house
Big room house of gewoon Big room is een subgenre van electrohouse, populair geworden in de jaren 2010 nadat een paar artiesten zoals KSHMR, Dimitri Vegas & Like Mike, Hardwell, Nicky Romero, Blasterjaxx, Martin Garrix en R3HAB het in hun muziek oppikten.
Het genre gebruikt meestal een tempo dat tussen de 126 en 132 bpm valt. Nummers bevatten meestal een lange opbouw, gevolgd door een drop in electrostijl, begeleid door de four on the floor kickdrums die typisch zijn voor housemuziek. Melodieën zijn vaak eenvoudig en minimaal, hoewel een trance-geïnspireerde supersaw vaak wordt gebruikt.
Bekende nummers zijn Tremor van Dimitri Vegas & Like Mike en Martin Garrix, Animals van Martin Garrix, Epic van Sandro Silva en Quintino en Tsunami van DVBBS en Borgeous.
Voorbeelden van mainstream hits waarin big room house elementen werden ingebracht zijn This Is Love van will.i.am & Eva Simons en Work Bitch van Britney Spears.